# Kaposvári Rákóczi FC
Der Kaposvári Rákóczi FC ist ein Fußballverein in Kaposvár, einer mittelgroßen Stadt im Südwesten Ungarns. Der Verein ist nach Franz II. Rákóczi benannt, einem Helden des ungarischen Freiheitskampfes zu Anfang 18. Jahrhundert. Mit Bezugnahme auf das Komitat Somogy, in dem der Verein beheimatet ist, wird er auch oft Somogyiak genannt. Die Farben des Vereins, der 1923 von Arbeitern der örtlichen Zuckerfabrik gegründet wurde, sind Grün und Weiß. Seine Heimspiele trägt der Verein im Rákoczi-Stadion aus, das rund 7.000 Zuschauer fasst.
Die Mannschaft stieg 1975 erstmals in die erste ungarische Liga auf, die Nemzeti Bajnokság I, und konnte sich zunächst drei Jahre dort halten. In den 1980er Jahren stieg der Verein zwei weitere Male aus der NB I ab und verbrachte die Jahre bis zum Wiederaufstieg in die Erstklassigkeit 2004 in der zweiten und dritten Spielklasse. In den Spielzeiten 2005/06 und 06/07 wurde die Mannschaft jeweils 7., was den größten Erfolg bislang darstellt.

Vereinswappen der 70er und 80er Jahre

Der große ungarische Fußballer Ferenc Bene (1944–2006) spielte in seiner Jugendzeit bis 1961 bei Kaposvár. Auch Stefan Auer war in den 1940er Jahren eine Zeit lang Spieler und Trainer des Vereins, als dieser noch Kaposvári Rákóczi SC hieß.